# 8 Canada Square
8 Canada Square em 2005
O 8 Canada Square (também conhecido como HSBC Tower) é um arranha-céu edificado na cidade de Londres, parte do complexo Canary Wharf. É a sede mundial do HSBC, portanto, o local de trabalho de cerca de 8 mil funcionários. 
O prédio foi projetado pelo renomado arquiteto Sir Norman Foster e sua equipe de engenheiros. A construção teve início em 1999 e foi concluída em 2002. É  vizinho do One Canada Square e do Citigroup Centre. Em Abril de 2007 foi comprado pela agência multimilionária espanhola Metrovacesa, mas em 2008 retornou para as mãos do HSBC.

## Proposta
A distância entre a sede do HSBC de Hong Kong e a cidade de Londres na década de 1990 foi um dos motivos que levaram a empresa a decidir construir uma sede em solo britânico, tendo milhares de colaboradores e inúmeras agências na Cidade de Londres. Entre 1995 e 1997, uma série de propostas foram consideradas pelo HSBC, mas a empresa se interessou pela região da Ilhas dos Cães mais precisamente pelo Canary Wharf.
Como já tinha concebido o HSBC Main Building em Hong Kong, Sir Norman Foster foi indicado para o projeto.

## Construção
A construção começou em Janeiro de 1999 e já  tinham instalado os vidros no Verão de 2000. Os trabalhos foram realizados pela Canary Wharf Contractors. Durante a construção um operário caiu do 42º (quadragésimo segundo) andar e veio a falecer com a intensidade do impacto. 
A cerimônia de conclusão foi realizada em Março de 2001 com a colocação da última viga e teve a participação dos empresários, jornalistas e arquitetos. As obras foram completamente concluídas em 2003 e o edifício foi aberto ao público em Abril do mesmo ano.

## Curiosidades
- Foi realizada uma reunião para se decidir o que ocuparia o andar térreo. Os donos da empresa decidiram criar um memorial em homenagem ao presidente do banco Keith Whitson. O memorial inclui uma parade de 6 metros de altura decorada com fotos, imagens e ilustrações da vida de Whitson.

- Como em todas as sedes mundiais do HSBC, o 8 Canada Square possui dois leões de bronze guardando a entrada principal. Existem, oito moedas de ouro sob os leões pois na China, 8 é o número da sorte. Os leões foram apelidades de Stephen e Stitt.

## Transportes
A estação que serve o edifício é a Canary Wharf.